# Мирный (Сочи)
Ми́рный — микрорайон в Лазаревском районе «города-курорта Сочи» в Краснодарском крае.

## География
Микрорайон находится в центральной части Лазаревского района, на правом берегу реки Цусхвадж. Расположен в 8 км к юго-востоку от районного центра — Лазаревское, в 65 км к северо-западу от Центрального Сочи и в 240 км к югу от города Краснодар (по дороге).
Граничит с микрорайоном Солоники на западе, и фактически является его частью.
Мирный расположен в горной лесистой местности, в 3 км к востоку от Черноморского побережья. Средние высоты на территории посёлка составляют около 75 метров над уровнем моря. Абсолютные высоты в окрестностях достигают 500 метров над уровнем моря.
Гидрографическая сеть в основном представлена рекой Цусхвадж. В районе посёлка в него впадает несколько родниковых речек.
Климат влажный субтропический. Среднегодовая температура воздуха составляет около +13,7°С, со средними температурами июля около +24,2°С, и средними температурами января около +6,0°С. Среднегодовое количество осадков составляет около 1450 мм. Основная часть осадков выпадает в зимний период.

## История
Посёлок Мирный основан в середине XX века как отсёлок села Солоники Лазаревского района.
10 февраля 1961 года посёлок Мирный как и вся территория Лазаревского района был включён в состав города-курорта Сочи, с присвоением населённому пункту статуса внутригородского микрорайона.

## Инфраструктура
Социальная инфраструктура в посёлке слабо развита из-за расположения посёлка в горной долине и отдалённости от морского побережья.

## Улицы
В микрорайоне всего одна улица — Тихорецкая.